# Баскенис, Эваристо
Эваристо Баскенис (итал. Evaristo Baschenis, 7 декабря 1617 года, Бергамо — 16 марта 1677 года) — итальянский художник эпохи барокко, автор натюрмортов с музыкальными инструментами.

## Биография
Относится к наименее известным итальянским мастерам. Лишь тщательное исследование архивов и внимание к художественным процессам на севере Италии предоставили возможность немного прояснить ситуацию. Эваристо Баскенис происходил из художественной семьи, деятельность которой задокументирована ещё в XV веке. В годы появления на свет и ранней жизни Эваристо семья была зажиточной, что позволило ему получить художественное и музыкальное образование. Эваристо Баскенис — известный музыкант эпохи. Состоятельность семьи позволила художнику совершать путешествия. Есть данные о его пребывании в Венеции.
Как художник работал преимущественно в жанре натюрморта. Но это специфические натюрморты — с музыкальными инструментами и без изображений человеческих фигур. В эпоху барокко изображения музыкальных инструментов часто воспринимались как аллегория суеты сует, мимолётности молодости и человеческой жизни, мимолётности наслаждений. Натюрморты Эвариста Баскениса, однако, в меньшей степени воспринимаются как подобные аллегории.
По подсчётам, мастер создал около 600 натюрмортов подобной тематики. Известно о дружеских отношениях мастера с художником по имени Жак Куртуа, с которым тот долго переписывался.
Среди учеников Эваристо Баскениса — художник Бартоломео Беттера (Бергамо, 1639 год — возможно, Милан, 1688 год), который сам рисовал натюрморты с музыкальными инструментами и унаследовал магазин Эваристо Баскениса после его смерти.
Чтобы прояснить ситуацию с художником и привлечь внимание к изучению его наследия, были проведены две крупные выставки произведений мастера — в Академии Каррара и в Метрополитен-музее.